# Эвкеладе
Эвкеладе (от др.-греч. Εὐκελάδη) - нерегулярный спутник Юпитера, известный также как Юпитер XLVII.

## Открытие
Был обнаружен 5 февраля 2003 года группой астрономов из Гавайского университета под руководством Скотта Шеппарда и получил временное обозначение S/2003 J 1. 30 марта 2005 года Международный астрономический союз присвоил спутнику официальное название Эвкеладе.

## Орбита
Эвкеладе совершает полный оборот вокруг Юпитера на расстоянии в среднем 23 661 000 км. за 746 дней и 10 часов. Орбита имеет эксцентриситет 0,272. Наклон ретроградной орбиты 165,5°. Принадлежит к группе Карме.

## Физические характеристики
Диаметр Эвкеладе составляет около 4 км. Плотность оценивается 2,6 г/см³, так как спутник состоит предположительно из преимущественно силикатных пород. Очень тёмная поверхность имеет альбедо 0,04. Звёздная величина равна 22,6m